# Servaea
Genre
Synonymes
- Scaea L. Koch, 1879 nec Philippi, 1844

Servaea est un genre d'araignées aranéomorphes de la famille des Salticidae.

## Distribution
Les espèces de ce genre se rencontrent en Australie sauf Servaea murina de Java en Indonésie.

## Liste des espèces
Selon World Spider Catalog (version 23.0, 11/06/2022) :
- Servaea incana (Karsch, 1878)
- Servaea melaina Richardson & Gunter, 2012
- Servaea murina Simon, 1902
- Servaea narraweena Richardson & Gunter, 2012
- Servaea spinibarbis Simon, 1909
- Servaea villosa (Keyserling, 1881)
- Servaea zabkai Richardson & Gunter, 2012

## Systématique et taxinomie
Scaea L. Koch, 1879, préoccupé par Scaea Philippi, 1844, a été remplacé par Servaea par Simon en 1888.

## Publications originales
- Simon, 1888 : « Études sur le arachnides de l'Asie méridionale faisant partie des collections de l'Indian Museum (Calcutta). II. Arachnides recueillis aux îles Andaman par M. R. D. Oldham. » Journal of the Asiatic Society of Bengal, vol. 57, no 1, p. 282-287.
- L. Koch, 1879 : Die Arachniden Australiens. Nürnberg, vol. 1, p. 1045-1156 (texte intégral).